# Rodoviarismo no Brasil

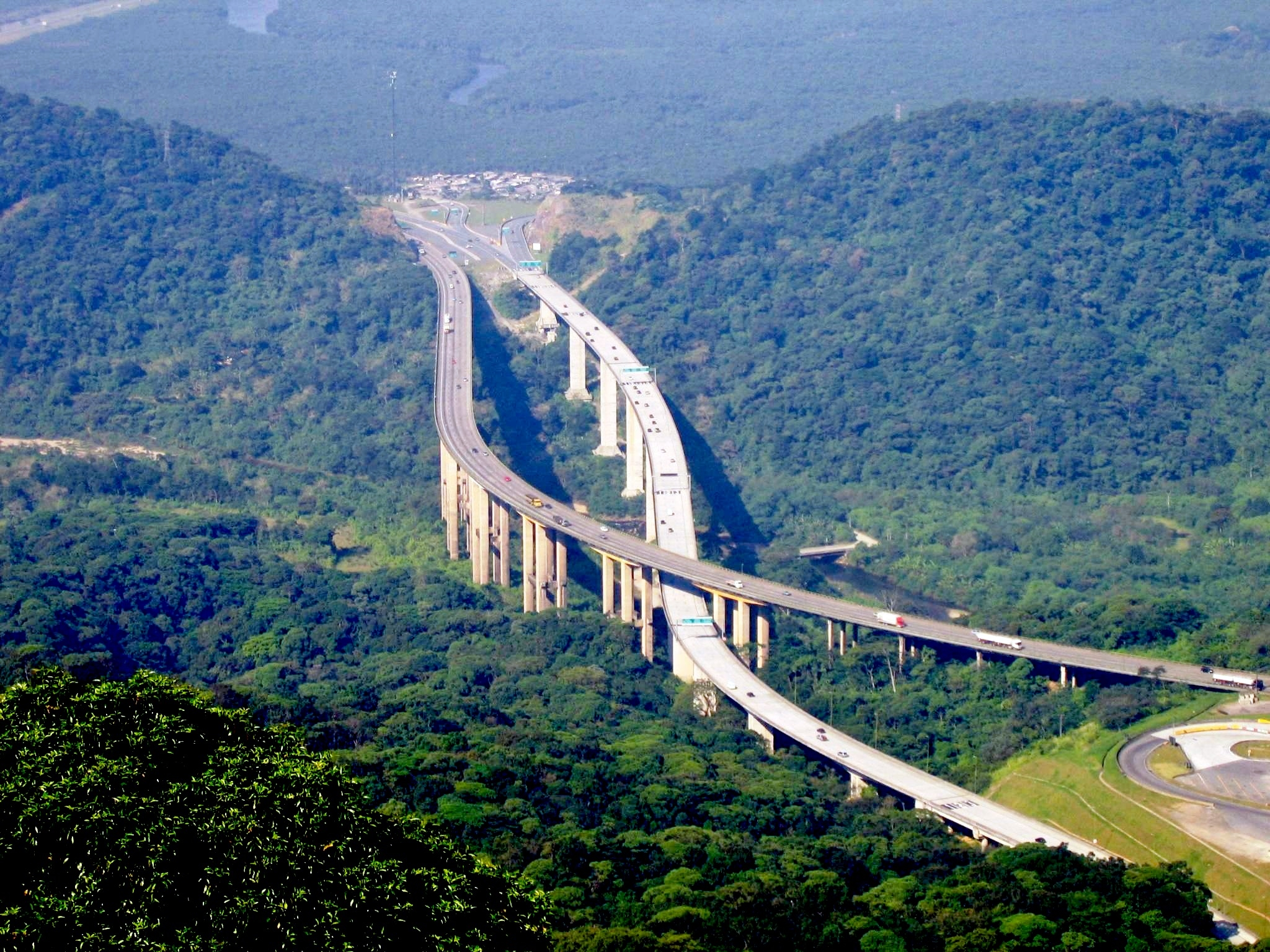
Trecho da SP-160 (Rodovia dos Imigrantes) cruzando a Serra do Mar em São Paulo, Brasil.

O rodoviarismo é um conceito que define a priorização do transporte rodoviário como principal política de mobilidade e integração territorial, especialmente no Brasil, onde se consolidou ao longo do século XX. O termo abrange não apenas a construção e pavimentação de estradas, mas também todo o conjunto de ações, investimentos, políticas públicas e mentalidade voltados à expansão do modal rodoviário, em detrimento de outros sistemas como ferrovias e hidrovias. O rodoviarismo está profundamente ligado à modernização do país, à indústria automobilística e à ideia de progresso associada à circulação de pessoas e mercadorias por meio de veículos automotores.

## Origens
O rodoviarismo brasileiro tem raízes no início do século XX, mas ganhou força a partir da década de 1920, especialmente com o então governador de São Paulo, Washington Luís, que cunhou a frase “Governar é abrir estradas”. Como presidente da República (1926-1930), Washington Luís inaugurou a primeira rodovia asfaltada do Brasil, a Rio-Petropólis, e criou mecanismos como o Fundo Especial para Construção e Conservação de Estradas de Rodagens Federais, além da Polícia Rodoviária Federal.
O Estado de São Paulo foi pioneiro nesse processo, antecipando-se ao restante do país e investindo em uma malha rodoviária moderna mesmo quando já possuía uma densa rede ferroviária, resultado da expansão cafeeira desde o século XIX. A política rodoviarista foi intensificada durante o governo de Juscelino Kubitschek (1956-1961), que, ao promover a construção de Brasília e a interiorização do desenvolvimento, priorizou a integração nacional por meio de rodovias. Nesse período, foram construídas importantes estradas como a Belém-Brasília e a Brasília-Rio Branco, além de incentivos à instalação da indústria automobilística no país. O objetivo era tanto integrar o território quanto atrair investimentos e gerar empregos, consolidando o modal rodoviário como dominante.

## Política e economia
O rodoviarismo não foi apenas uma escolha técnica, mas também política e econômica. A defesa das rodovias envolveu legisladores, engenheiros, empresários do setor automobilístico, empreiteiras e setores das Forças Armadas do Brasil, formando um complexo de interesses que influenciou fortemente as decisões do Estado brasileiro.

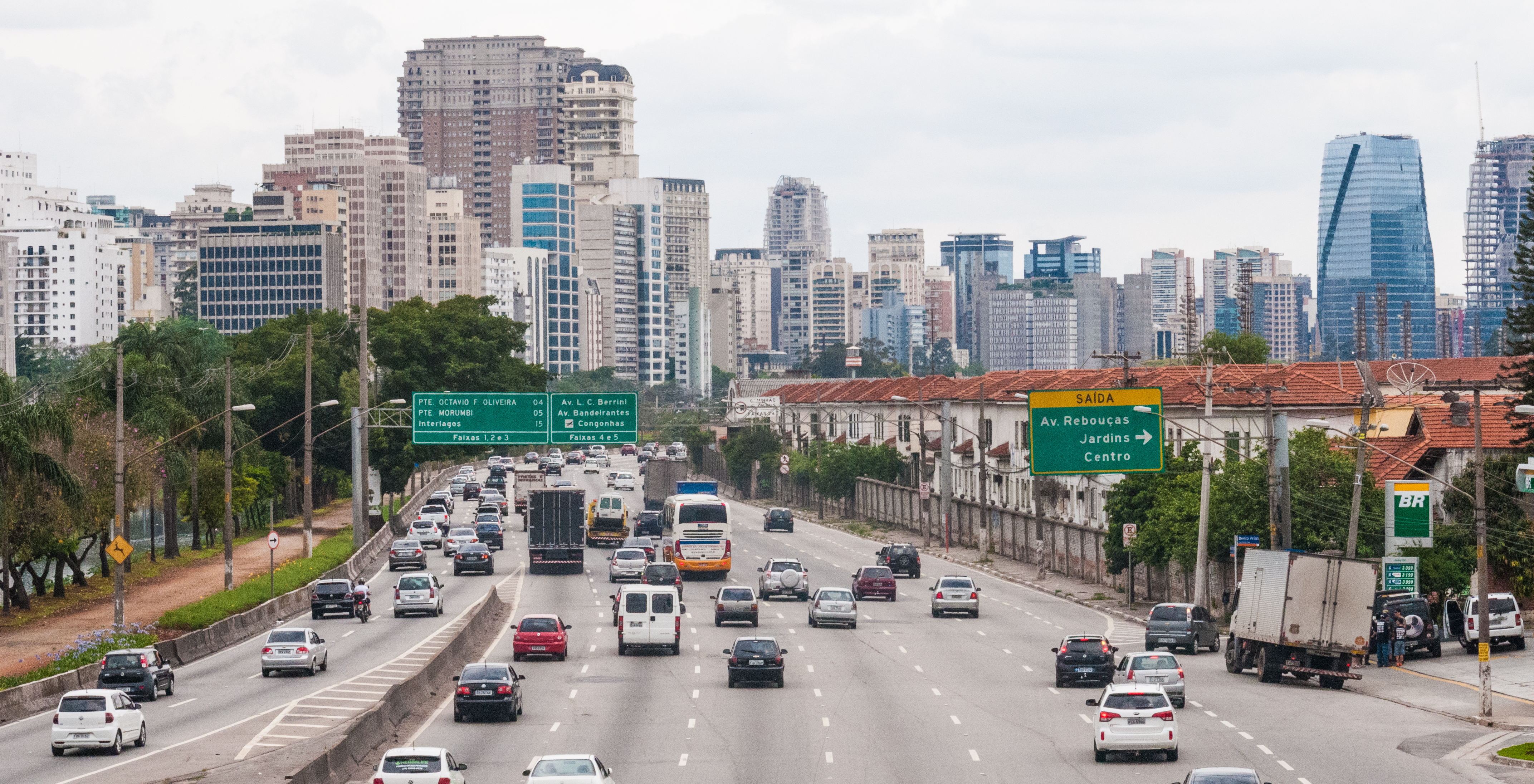
Marginal Pinheiros

O Departamento Nacional de Estradas de Rodagem (DNER), criado em 1937, foi central para a expansão do rodoviarismo, mantendo autonomia burocrática e articulando grandes obras mesmo em períodos de instabilidade política. A opção pelo rodoviarismo teve impactos profundos na configuração territorial e econômica do Brasil. O transporte rodoviário tornou-se responsável por mais de 60% do deslocamento de cargas e passageiros, enquanto ferrovias e hidrovias foram sucateadas ou relegadas a segundo plano. Embora o modal rodoviário ofereça flexibilidade e capilaridade, ele apresenta custos elevados de manutenção, maior consumo de combustíveis fósseis e contribui para a concentração de investimentos em infraestrutura viária, muitas vezes em detrimento da qualidade e segurança das estradas.

## Críticas

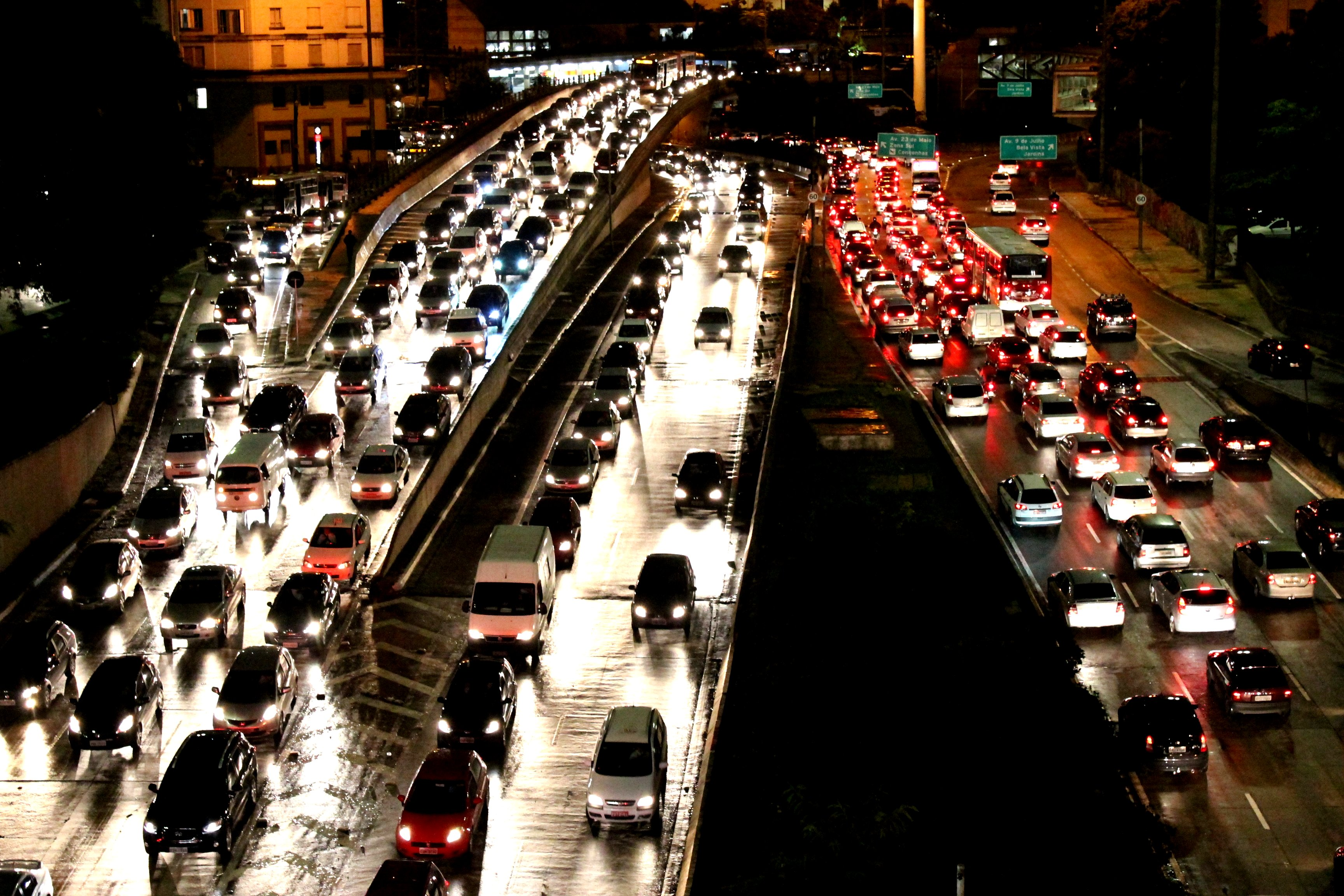
Engarrafamento no Vale do Anhangabaú, em São Paulo, Brasil.

A hegemonia do rodoviarismo é alvo de críticas por especialistas em logística e planejamento urbano. O transporte rodoviário, apesar de sua flexibilidade, é menos eficiente em termos de custo-benefício para grandes volumes de carga, quando comparado a ferrovias e hidrovias. Um caminhão transporta cerca de 30 toneladas, enquanto um trem pode transportar até 125 toneladas pelo mesmo custo, e as hidrovias ainda mais. Além disso, a predominância das rodovias contribui para o aumento dos custos logísticos, acidentes, poluição e desgaste ambiental. Desde a década de 1990, o Brasil iniciou processos de privatização e concessão de rodovias, transferindo parte da manutenção para a iniciativa privada e introduzindo pedágios. Programas como o PAC (Programa de Aceleração do Crescimento) buscaram diversificar os investimentos em infraestrutura, mas o modal rodoviário ainda predomina. Setores como o agronegócio e a mineração pressionam por melhorias logísticas, reconhecendo a necessidade de ampliar a integração entre diferentes modais para aumentar a competitividade internacional.